# Baldwin (Wisconsin)
Baldwin es una villa ubicada en el condado de St. Croix en el estado estadounidense de Wisconsin. En el Censo de 2010 tenía una población de 3.957 habitantes y una densidad poblacional de 525,56 personas por km².

## Geografía

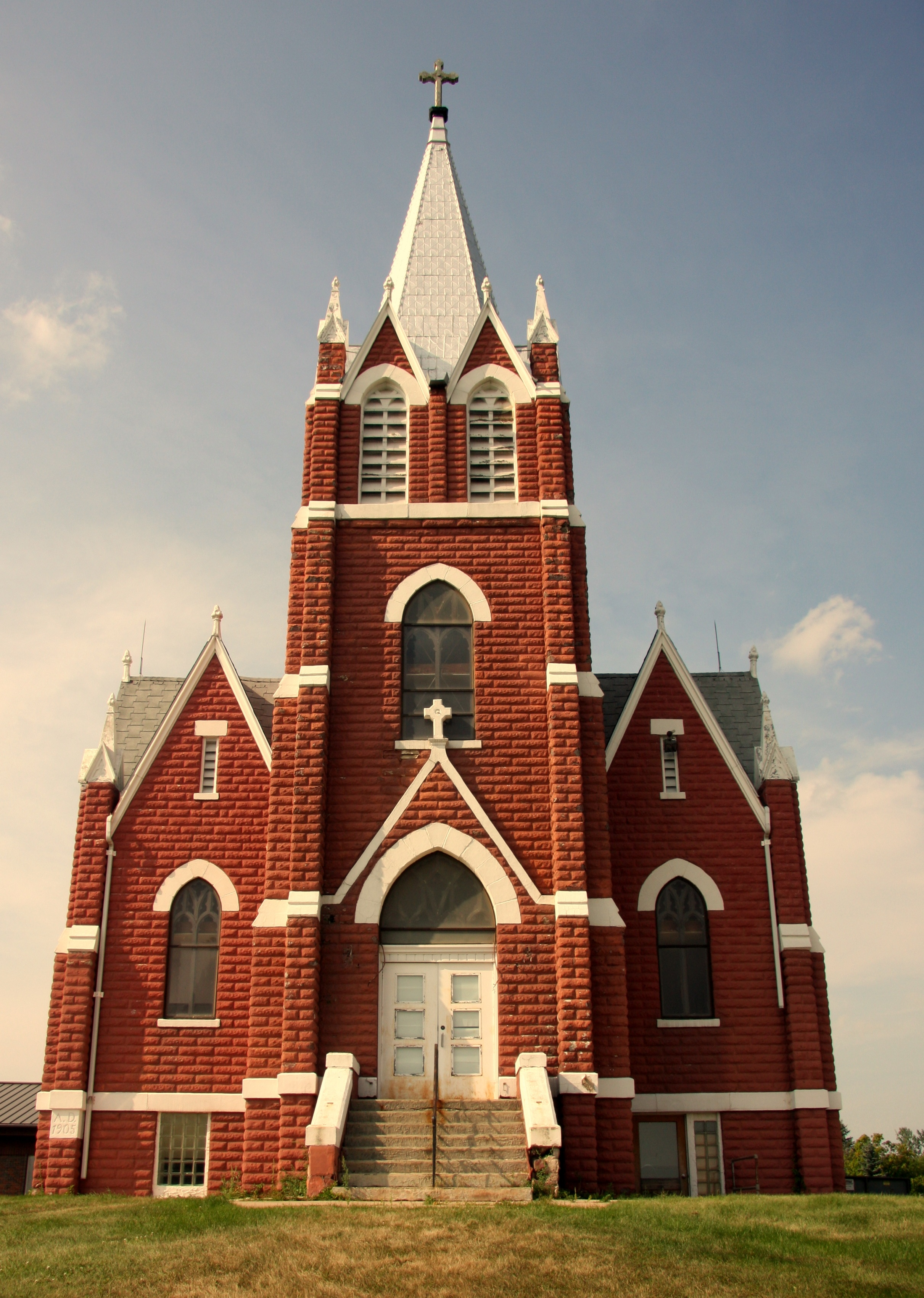
La iglesia roja de Baldwin

Baldwin se encuentra ubicada en las coordenadas 44°57′18″N 92°22′13″O / 44.95500, -92.37028. Según la Oficina del Censo de los Estados Unidos, Baldwin tiene una superficie total de 7.53 km², de la cual 7.53 km² corresponden a tierra firme y (0%) 0 km² es agua.

## Demografía
Según el censo de 2010, había 3.957 personas residiendo en Baldwin. La densidad de población era de 525,56 hab./km². De los 3.957 habitantes, Baldwin estaba compuesto por el 96.03% blancos, el 0.86% eran afroamericanos, el 0.38% eran amerindios, el 0.56% eran asiáticos, el 0% eran isleños del Pacífico, el 0.61% eran de otras razas y el 1.57% pertenecían a dos o más razas. Del total de la población el 1.59% eran hispanos o latinos de cualquier raza.